# Ратдръм
Ратдръм (на английски: Rathdrum) е град в окръг Кутни, щата Айдахо, САЩ. Ратдръм е с население от 4816 жители (2000) и обща площ от 12,5 km². Намира се на 674 m надморска височина. ЗИП кодът му е 83858, а телефонният му код е 208.